# Нотр-Дам-де-ля-Кутюр
Церковь Нотр-Дам-де-ля-Кутюр (фр. Église Notre-Dame de la Couture) — церковь в Ле-Мане. Она занимает здание бывшей церкви аббатства Сен-Пьер-де-ля-Кутюр, в центре современного города. Её создание датируется примерно XII веком на основании многих сходств с Кафедральным собором Ле-Мана и Собором Святого Маврикия в Анже, построенных приблизительно в то же время. Его большой вестверк обрамлён двумя башнями различной конструкции, другие здания бывшего аббатства примыкают к церкви, а префектура департамента Сарта расположена у южной стороны церкви. Нотр-Дам-де-ля-Кутюр был признан историческим памятником в 1840 году.

## История

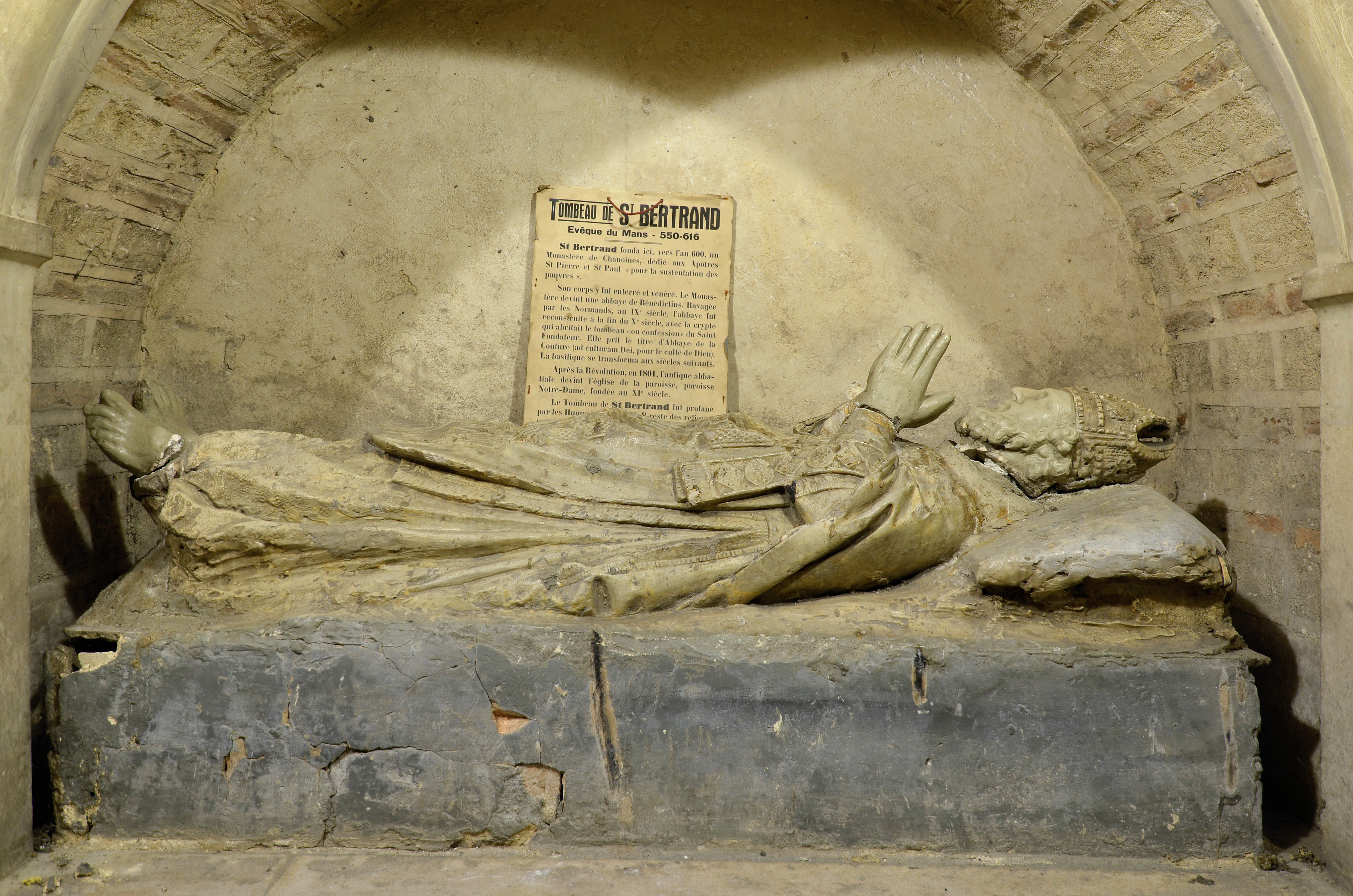
Гробница Бертехрамна в склепе.

Аббатство было основано после 605 года благодаря щедрости епископа Бертехрамна, сторонника короля франков Хлотаря II. Тогда оно располагалось недалеко от Ле-Мана, но за пределами его городских стен. Церковь аббатства тогда была известна как Базилика Святых Петра и Павла (фр. Basilique Saints-Pierre-et-Paul). В своём завещании 616 года Бертехрамн передавал монастырю "землю Кутюр", которая и дала аббатству и нынешней церкви её название. В 865 и 866 годах бретонцы и норманны разграбили Ле-Ман, включая и аббатство, которое было ещё и частично разрушено. Около 1000 года аббатство было восстановлено и перестроено, а церковь переименована в Сен-Пьер-де-ла-Кутюр епископом Сигефроем. Руины первоначальной церкви всё ещё можно увидеть на высоте 18 метров в южной части бывшего аббатства. 

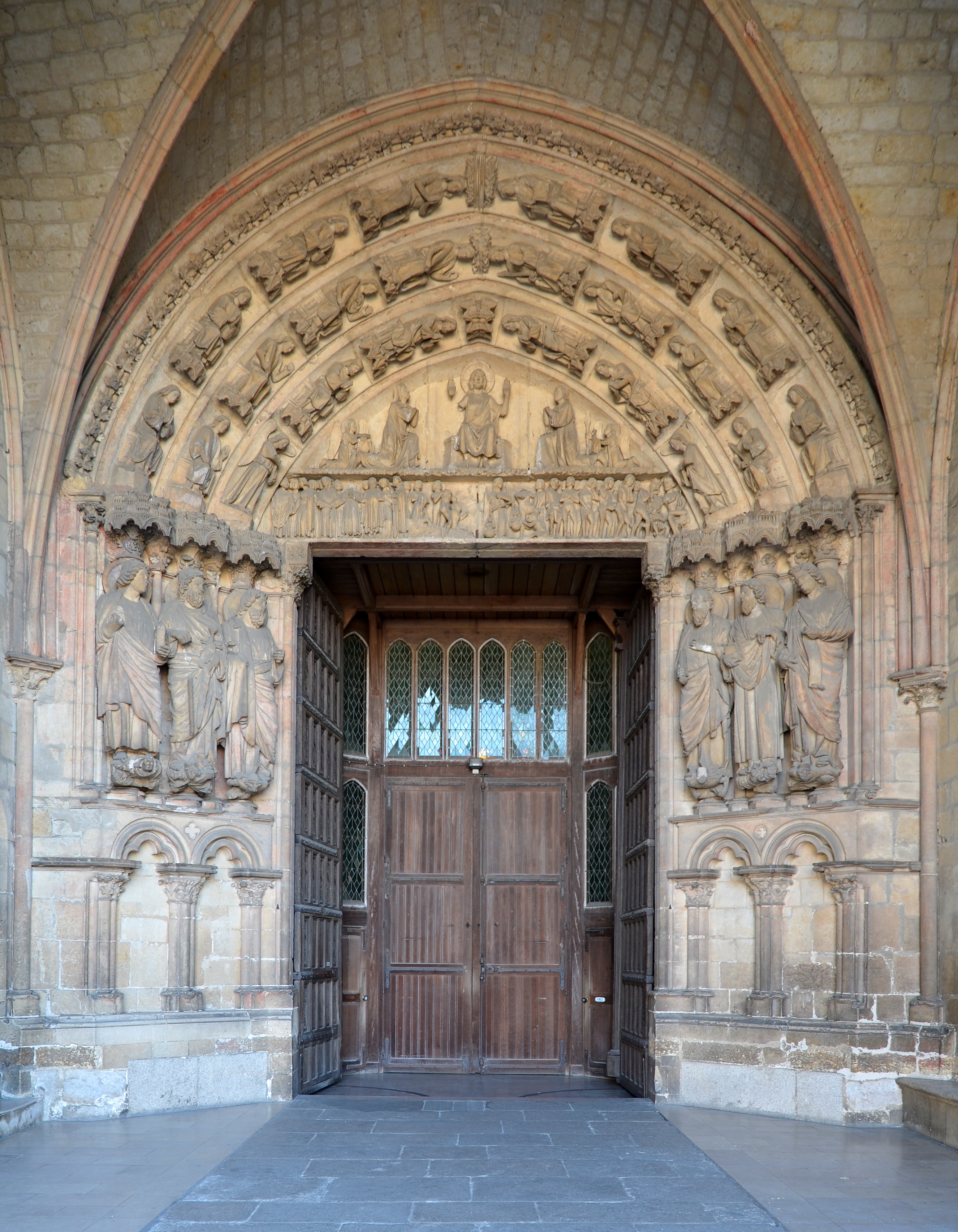
Вход с западной стороны с тимпаном XIII века, изображающим Страшный суд.

На протяжении большей части XI века церковь и город пребывали в состоянии относительного мира и процветания, особенно под властью аббата Анселина. После его смерти в 1072 году ситуация осложнилась, а его преемник Рено столкнулся с рядом проблем. Строительные работы в церкви продолжались: появились неф, трансепт и деамбулаторий с пятью капеллами. Все эти капеллы, кроме одной, ныне утрачены, а сохранившаяся, посвящённая святому Иосифу, расположена к югу от хора. Другая сохранившаяся часть старой церкви ныне образует внешнюю северную стену Нотр-Дам-де-ля-Кутюра. Как и неф Кафедрального собора Ле-Мана, неф старой церкви состоял из 14 пролётов, разделённых колоннами и двойными арками. В первом пролёте на северной стороне нынешнего храма находится статуя Христа конца XI века. 
Крупный пожар 1180 года уничтожил большую часть Ле-Мана и сильно повредил Нотр-Дам-де-ля-Кутюр. Церковь была восстановлена в течение XII века с учётом художественного своеобразия, родившегося при дворе Плантагенетов. Хор, включая своды, и бывшее здание были полностью перестроены. Между каждым окном была помещена кариатида, покоящаяся на полуколонне. На них изображены фигуры из Ветхого и Нового Заветов, которые возможно были первыми в своём роде, ещё до того, как Плантагенеты распространили их на своих землях в Мэне и Анжу. Ранее колонные статуи чаще встречались в дверных проёмах, чем в интерьерах. 
Неф имеет длину в 42 метра и три квадратных пролёта, будучи схожим в этом с Собором Святого Маврикия в Анже. Некоторые колонны имеют высоту более 5 метров, из-за чего внешние стены были утолщены. Необычной деталью является то, что центральный неф имеет двойные окна и увенчан окулюсом. Две западные башни датируются XIII веком. Первоначальная паперть имела тройную аркаду с центральной колонной, изображающей Христа, но эта колонна была разрушена в XIX веке и никогда не восстанавливалась из-за трудностей с поиском подходящего камня достаточно высокого качества, часть перемычки также отсутствует. Первые скульптуры паперти были высечены в 1245 году и многие из них хорошо сохранились, в том числе два ангела, четыре пророка и восемь девственниц.